# Berenguela di Castiglia

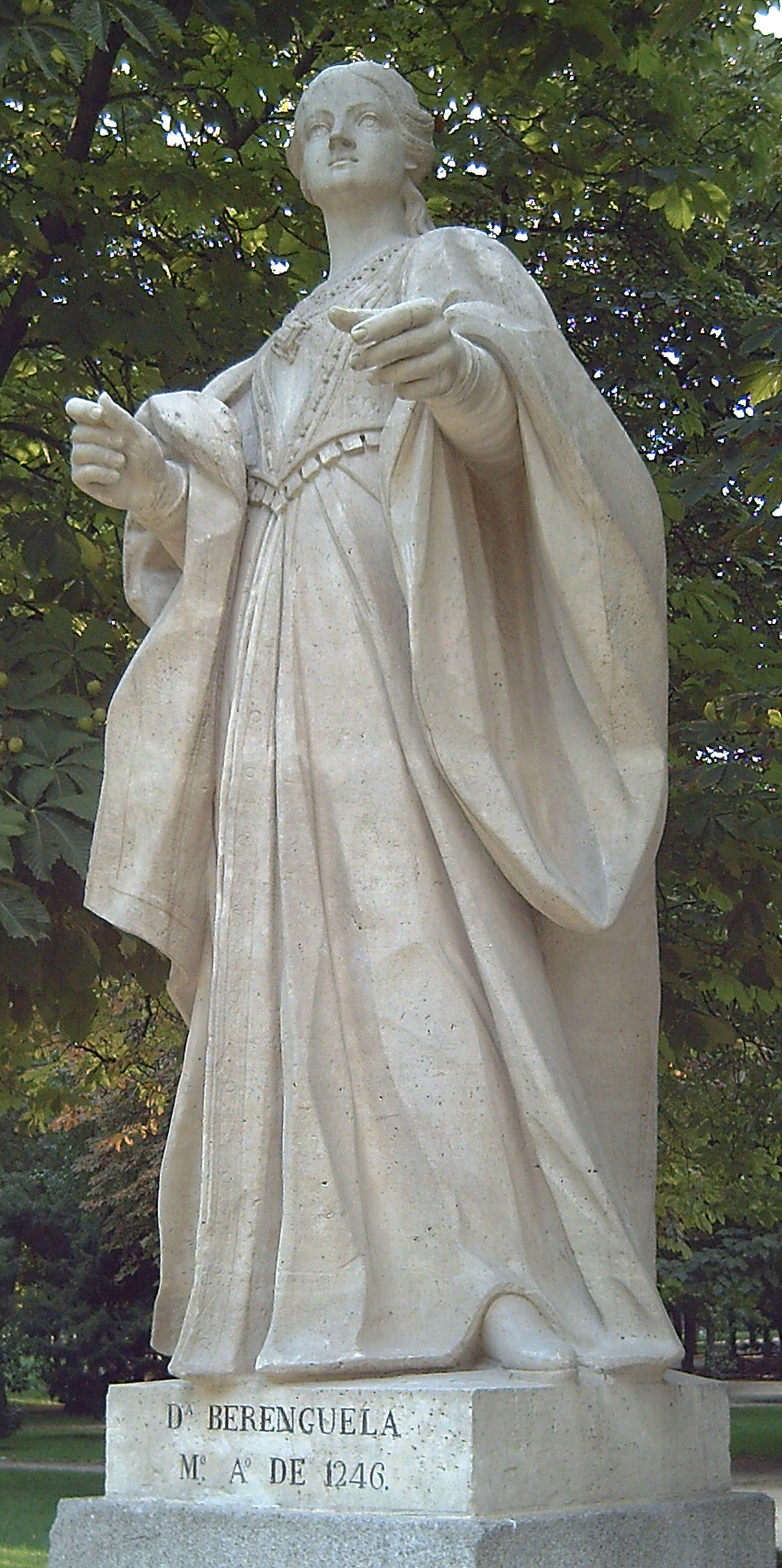
Statua di Berenguela di Castiglia nel Parco del Retiro, a Madrid

Berengaria Alfonso, conosciuta come Berenguela. Berenguela anche in spagnolo, in asturiano, in aragonese, in portoghese, in galiziano, Berenguera in catalano e Berengaria in basco. Berengaria in latino, detta la Grande (Burgos, primo semestre 1180 – Burgos, 8 novembre 1246), fu duchessa consorte di Svevia (1191-1196) e, in seguito, regina consorte di León (1197-1204), poi reggente per il fratello, Enrico I di Castiglia (1214-1217), quindi regina regnante di Castiglia per 25 giorni, nel 1217, infine regina madre e consigliere del figlio Ferdinando III, dal 1217 al 1230.

## Origine
Secondo la cronaca di Alberico delle Tre Fontane,
Berenguela era la figlia primogenita del re di Castiglia, Alfonso VIII e di Eleonora Plantageneta, che, come riporta la Historiae Anglicanae Scriptores X, era la sesta figlia legittima (seconda femmina) del re d'Inghilterra, duca di Normandia e conte d'Angiò, Enrico II, e della moglie,  duchessa d'Aquitania e Guascogna e contessa di Poitiers, Eleonora d'Aquitania, che ancora secondo la Chronica Albrici Monachi Trium Fontium, era la figlia primogenita del duca di Aquitania, duca di Guascogna e conte di Poitiers, Guglielmo X il Tolosano e della sua prima moglie, Aénor di Châtellerault († dopo il 1130), figlia del visconte Americo I di Châtellerault e della Maubergeon, che al momento della sua nascita era l'amante di suo nonno Guglielmo IX il Trovatore.

Secondo la cronaca di Alberico delle Tre Fontane,
Alfonso era figlio del re di Castiglia Sancho III e della moglie (il matrimonio viene confermato dal documento nº 56 del Recueil des chartes de l'abbaye de Silos -Rex Sancius...Regina domna Blanca uxor regis-) Bianca di Navarra, che, secondo gli Annales Compostellani era figlia  del re di Navarra, García IV Ramírez (Regina Branca mater istius Aldefonsi Regis Castellæ…fuit filia Garsiæ Regis Navarræ) e della moglie, Margherita de l'Aigle (?-25 maggio 1141), figlia di Gibert de l'Aigle e Giuliana di Perche.

La sorella, Urraca (1186/1187-1220), moglie di Alfonso II del Portogallo, fu Regina del Portogallo; la sorella Bianca (1188-1252), moglie di Luigi VIII di Francia, fu regina di Francia; la sorella, Eleonora (1200-1244), moglie di Giacomo I d'Aragona, fu Regina d'Aragona; ed il fratello, Enrico (1204-1217), fu re di Castiglia.

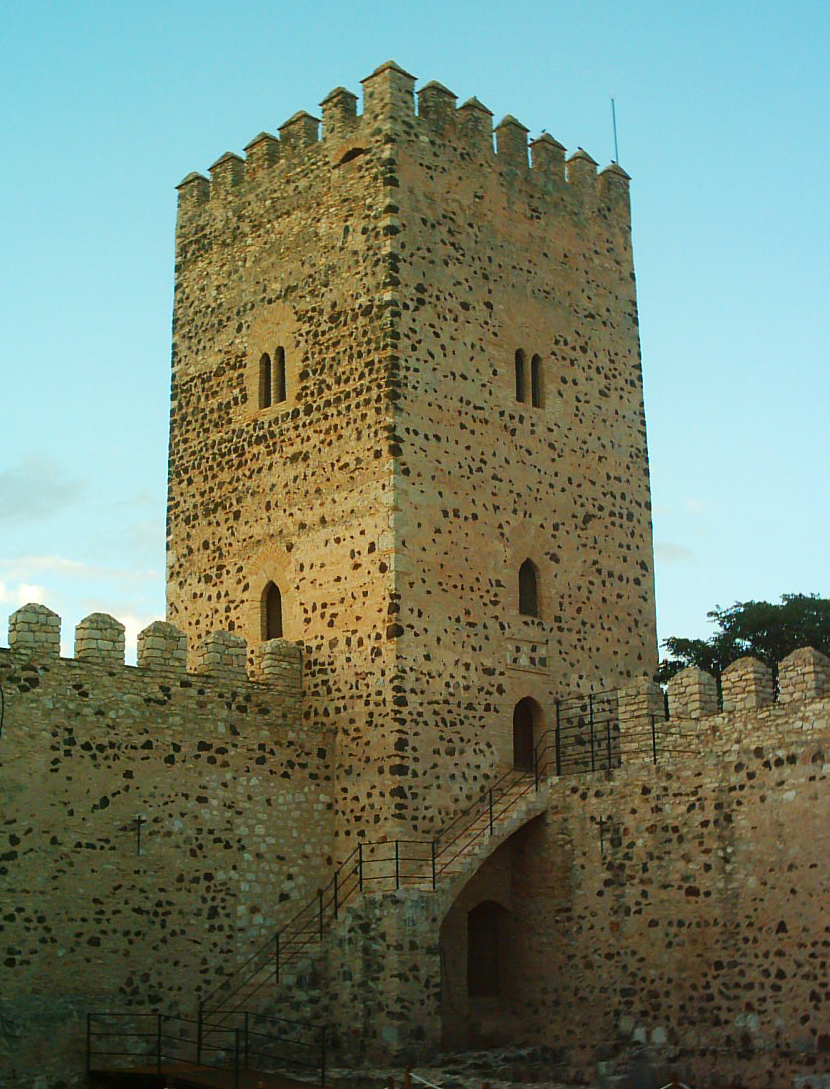
Il castello di Berenguela (Bolaños de Calatrava)

## Biografia
Come riporta Matteo di Parigi nel suo Matthæi Parisiensis, monachi Sancti Albani, Chronica majora i suoi genitori (Alfonso quattordicenne e Eleonora di sette anni) si  erano sposati nel 1169, come riporta anche la Historiae Anglicanae Scriptores X (Alienor filia regis nupsit Adelfunso regi Castellæ). Il matrimonio fu poi celebrato a Burgos nel settembre del 1177 e Berenuela, figlia primogenita, come riporta la Chronique de Robert de Torigni, nacque Tra il 1179 ed il 1180.
Eleonora, assieme alla sorella Sancha, viene citata nel documento nº 2 delle Publicaciones de la Institución Tello Téllez de Meneses, no. 51 (1984) ("San Nicolás del Real Camino"), datato 26 gennaio 1183, inerente una donazione ai cavalieri templari, fatta dai genitori (cum filiabus meis Berengaria et Sancia Infantissis).
Nel corso del 1188, come riportano gli Annales Compostellani fu combinato il matrimonio (Era MCCXXVI. Desponsavit Rex Aldef. filias suas) tra Berenguela e il duca di Svevia e Rottenburg (1191-1196), Corrado II di Hohenstaufen (1172 - 15 agosto 1196), figlio dell'imperatore, Federico Barbarossa (1122-1190) e della contessa di Borgogna, Beatrice (1145-1184), come riporta la Crónica latina de los reyes de Castilla. Il matrimonio non fu mai consumato, prima per la giovane età della sposa e poi, per l'improvvisa morte di Corrado, nel 1196.

 nel documento nº 75 del Recueil des chartes de l'abbaye de Silos, inerentre una donazione del padre, Alfonso VIII, il matrimonio viene confermato (romani imperatoris filium Conradum....filiam suam Berengariam tradidit in uxorem).
Verso la metà del dicembre del 1197 Berenguela di Castiglia sposò il cugino, il re di León Alfonso IX, come riporta il Chronicon de Cardeña (D. Afonso....fizo caballiìero el Rey D. Alfonso de Leon,è casol con so fija Doña Berenguela).

Il re di León Alfonso IX, figlio del re di León Ferdinando II e di Urraca del Portogallo (1151-1188) era al suo secondo matrimonio: il 15 febbraio del 1191, a Guimarães, aveva sposato sua cugina prima, Teresa del Portogallo (1176-1250), come riporta il Roderici Toletani Archiepiscopi De Rebus Hispaniæ. Nel 1195 i due coniugi si erano separati, allegando un accordo di separazione al Trattato di Tordehumos, del 1194, come riporta il Diccionario biográfico español, Real Academia de la Historia e, nel 1198, il matrimonio fu annullato, per consanguineità. 
A seguito di questo matrimonio i rapporti tra León e Castiglia migliorarono a tal punto che, assieme al re d'Aragona Pietro II, Alfonso IX e Alfonso VIII si allearono e, nel 1200, approfittando del fatto che il re di Navarra Sancho VII stava combattendo in Murcia, Andalusia e Nordafrica, alleato degli Almohadi, per attaccarlo e togliere alla Navarra Álava, Gipuzkoa, a tutto vantaggio della Castiglia, confermato poi dal trattato di Guadalajara (1207).
Ancora secondo le cronache di Alberico delle Tre Fontane, dapprima il matrimonio fu accettato da parte della chiesa; poi in seguito, il neoeletto papa Innocenzo III fece pressione affinché il matrimonio fosse annullato e non avendo ottenuto alcun risultato, scagliò l'interdetto sui regni di León e Castiglia, minacciando di dichiarare illegittimi i figli nati dalla coppia. La consanguineità era dovuta al fatto che il padre di Alfonso IX, Ferdinando II, e il nonno di Berenguela, il re di Castiglia Sancho III erano fratelli.
Nel 1204 il matrimonio venne annullato per consanguineità, come riporta il medievalista Britannico Ernest Fraser Jacob e Berenguela tornò in Castiglia e si fece suora, nell'abbazia di Las Huelgas a Burgos, mentre gli attriti tra León e Castiglia ripresero, specialmente per i territori situati nella Franja del Carrión e parte della Tierra de Campos.

Suo padre, Alfonso VIII, morì nell'ottobre del 1214, come riporta lo storico Rafael Altamira; secondo gli Annales Compostellani, morì a Gutierre-Muñoz, il 6 ottobre del 1214 (Era MCCLII Aldefonsus Rex Castellæ III Non Oct), mentre gli Anales Toledani riportano la morte il 5 ottobre in prossimità di Arévalo, nella Provincia di Avila(Muriò el Rey D. Alfonso en una aldea de Avila....en V dia de Octubre. Era MCCLII).
Alla morte del padre, salì sul trono di Castiglia il fratello minore di Berenguela, Enrico di circa dieci anni, e la reggenza fu affidata alla madre di Enrico e Berenguela, Eleonora che, però dopo pochi giorni morì; secondo gli Annales Compostellani, morì, 28 giorni dopo il marito, il 2 novembre 1214 (Era MCCLII... Regina Alienor uxor Aldefonsi Regis Castellæ II kal Novembris), mentre secondo gli Annali toledani morì negli ultimi giorni di ottobre del 1214 (Muriò la Reyna Doña Lionor, muggier del Rey D. Alfonso, Viernes el postrimer dia de Octubre. Era MCCLII).
La reggenza allora passò a Berenguela.

Si aprì un periodo turbolento di scontri tra la reggente, Berenguela e il tutore del giovane re, Álvaro Núñez de Lara, della potente famiglia dei Lara, appoggiato dalla nobiltà e sostenuto dai cavalieri dell'Ordine di San Giacomo e dall'alto clero, che ebbe il sopravvento e governò in quegli anni come reggente, come riportano sia il Diccionario biográfico español, Real Academia de la Historia, che La web de las biografias.

Nel 1215, come riporta la Gran enciclopedia catalana, sua sorella Berenguela concordò con il re del Portogallo, Alfonso II il matrimonio del fratello Enrico con la sorella del re portoghese, la principessa Mafalda, che, secondo il Nobiliario del Conde de Barcelos Don Pedro, Hijo del Rey Don Dionisio, Mafalda era la penultima figlia femmina del re del Portogallo Sancho I e di Dolce di Barcellona. 

Il matrimonio però venne annullato, per consanguineità, da papa Innocenzo III prima che potesse essere consumato, per la giovane età di Enrico.
Dopo la separazione dal fidanzato/marito, Enrico I, Mafalda divenne la Signora di Arouca, fondatrice e monaca del monastero cistercense di Arouca vicino a Lisbona e fu beatificata il 27 giugno 1793 dal Papa Pio VI.
Alvaro Nuñez concordò allora con il re del León Alfonso IX il matrimonio di Enrico con la figlia primogenita di Alfonso, Sancha II ma il matrimonio non poté essere celebrato per la morte improvvisa di Enrico. Sancha, nel 1217, dopo la morte di Enrico, si fece suora e si ritirò nel monastero di Villabuena de Carracedo.
Secondo gli Annali compostellani Enrico morì nel 1217 (Era MCCLV. Enricus Rex Castellæ filius Aldefonsi Regis); la morte fu dovuta a un casuale incidente: mentre stava giocando, nel cortile del palazzo vescovile di Palencia, con alcuni coetanei, il 26 maggio, fu colpito al capo da una tegola staccatasi da un tetto, che lo lasciò stordito e incosciente.

Álvaro Núñez de Lara, tenne segreto l'incidente e chiamò i migliori medici per curarlo, i quali, per eliminare il coagulo interno, decisero di trapanare il cranio; ma sfortunatamente l'operazione non diede i risultati sperati e Enrico I il 6 giugno morì.
Berenguela gli succedette ereditando i titoli di regina di Castiglia di Toledo e dell'Estremadura, ma rinunciò quasi immediatamente al trono (Berenguela non fu incoronata regina) in favore del proprio figlio Ferdinando, che era anche figlio del re del León Alfonso IX).
Alfonso IX non accettò la decisione della ex moglie, in quanto riteneva Ferdinando illegittimo, in quanto il loro matrimonio era stato sciolto dal papa, e quindi affermava, appoggiato da Álvaro Núñez de Lara, di aver maggior diritto rispetto al figlio.

Ferdinando però aveva l'appoggio della maggior parte dei nobili, dopo aver respinto l'intervento paterno, divenne così il nuovo re di Castiglia come Ferdinando III, segnando così il ridimensionamento del potere dei Lara e propiziando la futura unione definitiva dei regni di Castiglia e di León.

Non essendo riuscito a conquistare la Castiglia, Alfonso IX fu costretto a patteggiare una tregua con l'ex moglie Berenguela, che coadiuvava il figlio nel governo del regno; il patto prevedeva che Alfonso non avrebbe portato più guerra alla Castiglia e, nel contempo, il figlio Ferdinando avrebbe accettato di rinunciare alla corona del León, a favore delle sorelle maggiori.

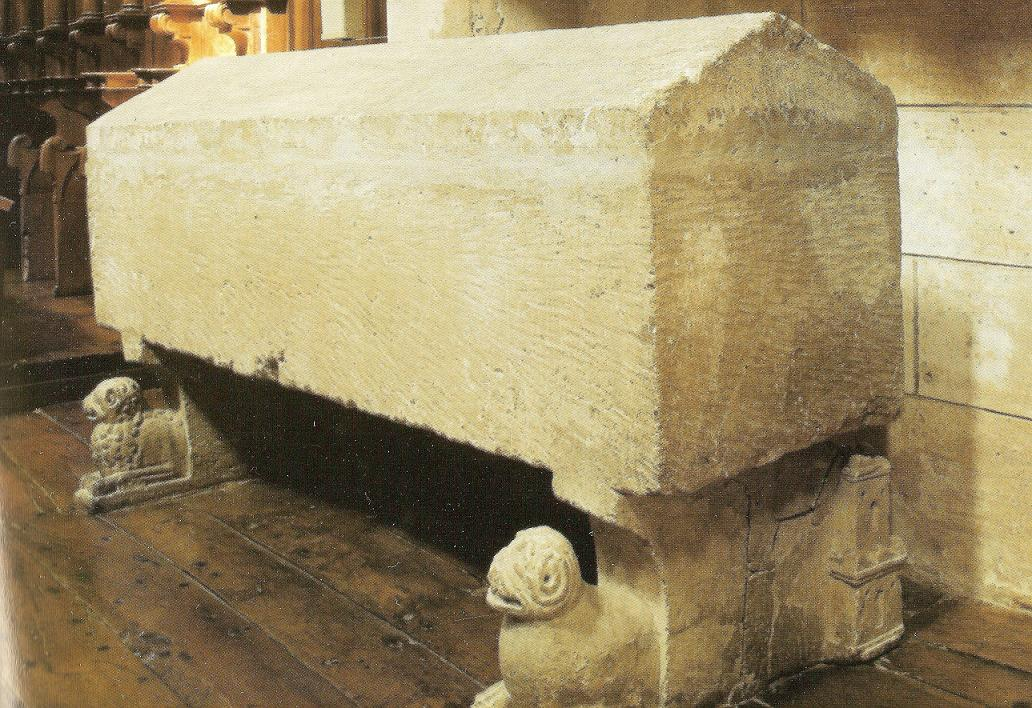
Il sarcofago della regina (abbazia di Las Huelgas, Burgos)

Il re di León Alfonso IX morì nel 1230 e lasciò il regno alle figlie di primo letto, Sancha e Dolce, che salirono al trono insieme con l'appoggio della nobiltà, mentre il clero e l'aristocrazia erano contrari, avrebbero preferito che i regni di León e di Castiglia fossero riunificati sotto il re Ferdinando III di Castiglia. L'accordo fu raggiunto dalle due ex mogli di Alfonso IX, Berenguela e Teresa del Portogallo, che a nome dei rispettivi figli, firmarono il Tratado de las Tercerías, dove dietro un cospicuo indennizzo la due regine abdicarono a favore del fratellastro, che poté finalmente riunire sotto un'unica corona i regni di León e di Castiglia, come riporta il Diccionario biográfico español, Real Academia de la Historia.
Berenguela nel 1230, dopo avere lasciato tutto il potere nelle mani del figlio, si ritirò nuovamente a vita privata, riprendendo il suo posto nell'abbazia di Las Huelgas, a Burgos, dove, dall'anno prima si trovava sua sorella Eleonora di Castiglia, regina consorte d'Aragona ripudiata dal marito, il re d'Aragona Giacomo I il Conquistatore.
Berenguela morì due anni dopo la sorella Eleonora,  l'8 novembre 1246, come riporta anche il Chronicon de Cardeña (Era MCCLXXXIV. la Reyna Doña Berenguela, madre del Rey D. Fernando) e fu tumulata nel monastero di Santa Maria la Real, come riporta La web de las biografias.

## Discendenza
Berenguela e AlfonsoIX di León ebbero cinque figli:
- Leonora (1198 - 1202), citata nel Chronicon Mundi di Lucas de Tuy
- Constanza di León (1200 - 7 settembre 1242). Monaca all'abbazia di Las Huelgas, a Burgos, citata nel Chronicon Mundi di Lucas de Tuy
- Ferdinando (1201 - 1252), re de Castiglia e di León con il nome de Fernando III detto il Santo[2]
- Alfonso di Molina (1202 - 1272). Signore di Molina, citato nel Chronicon de Cardeña (Infant D. Alfonso que dicen de Molina è fue hermano del Rey D. Ferrando)[44]
- Berenguela di León (1204 -Gerusalemme 1237). Fu la terza moglie di Giovanni di Brienne, prima reggente del regno di Gerusalemme (rex Iohannes Ierosolimitanus duxit in uxorem filia regis Gallicie, sororem Fernandi de Castella)[45] e poi imperatore latino di Costantinopoli, unitamente a Baldovino II di Costantinopoli.

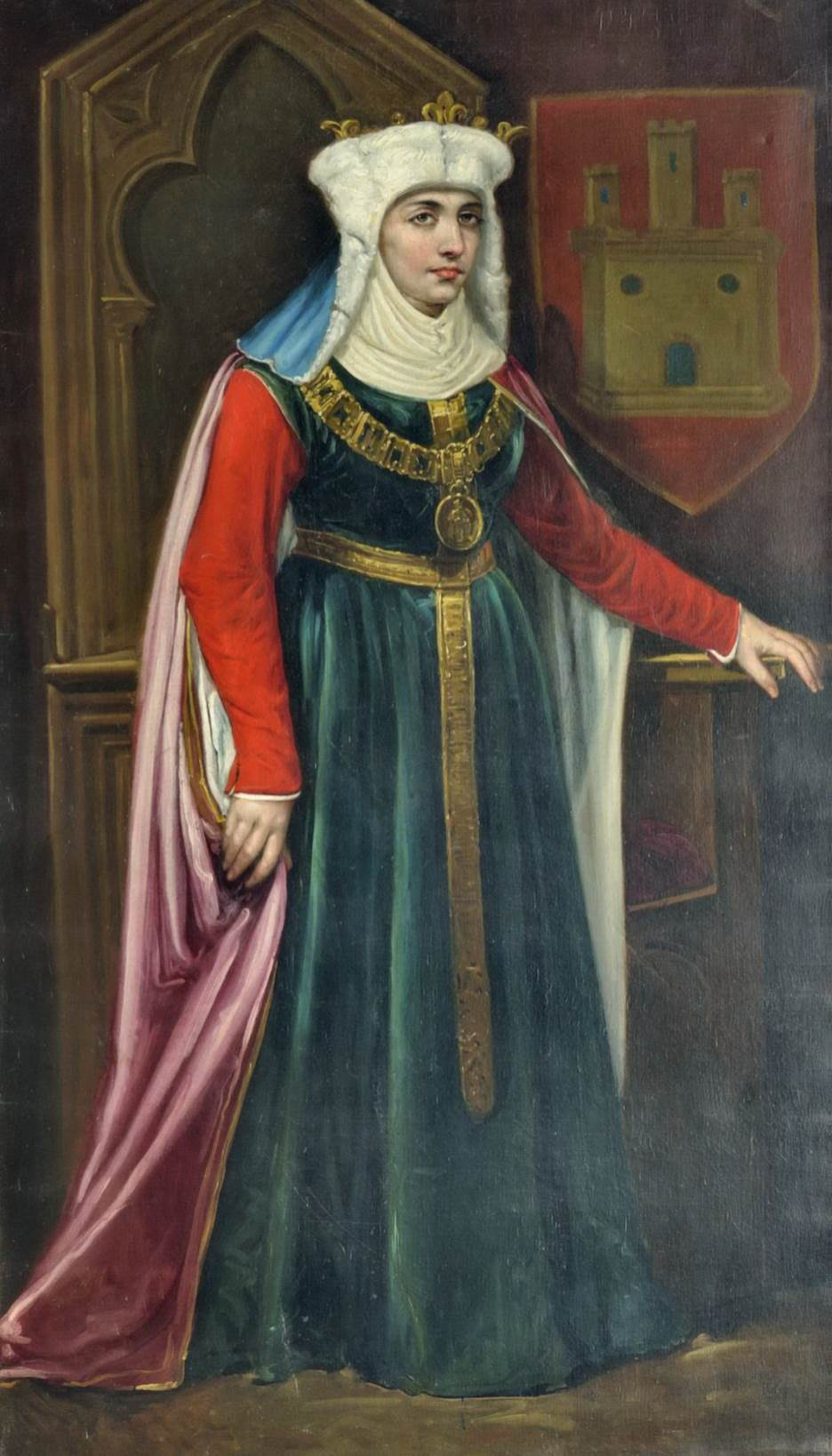
La regina Berenguela
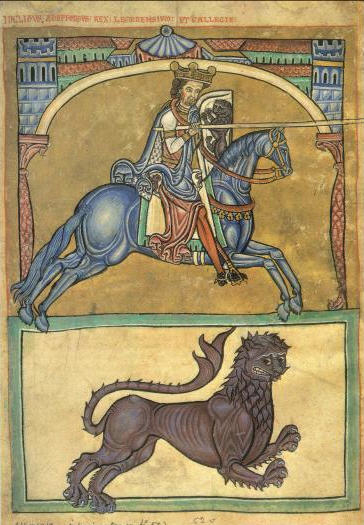
Miniatura medievale del re di León Alfonso IX nella Cattedrale di Santiago di Compostela
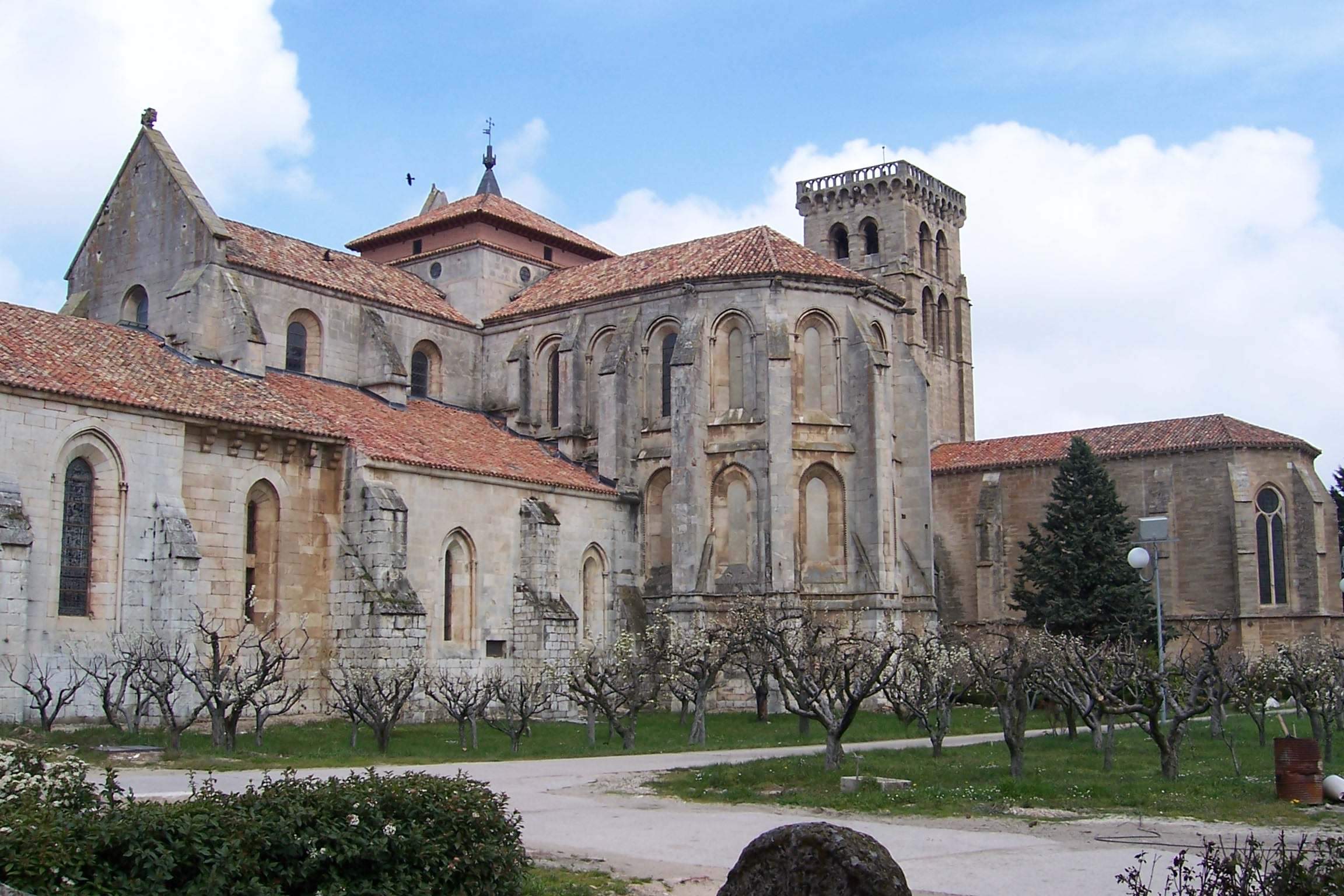
Monastero di Santa María la Real de Las Huelgas, a Burgos
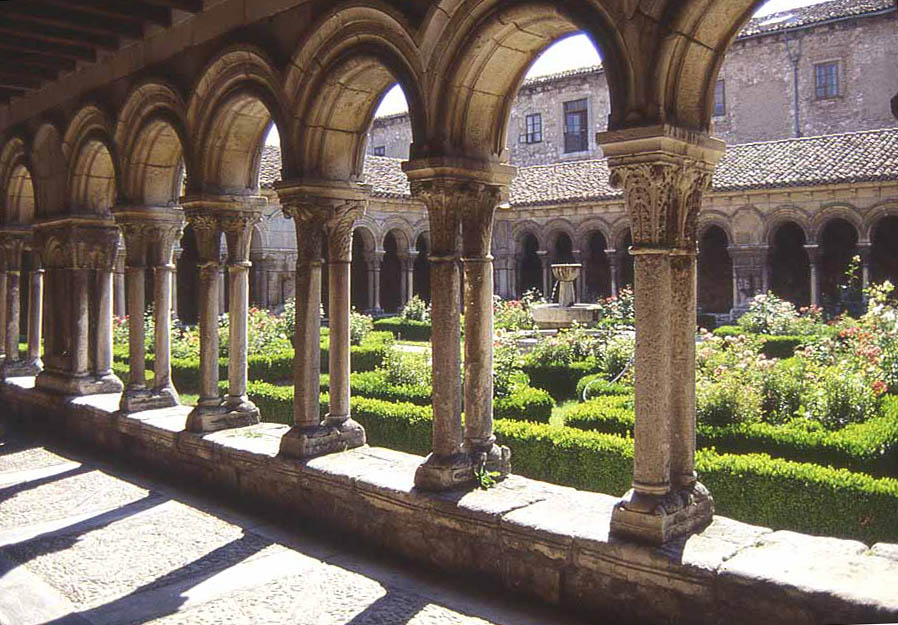
Chiostro dell'abbazia di Las Huelgas, a Burgos

## Ascendenza
|                           |                    |                              | Genitori                              |  |  | Nonni |  |  | Bisnonni            |  |  | Trisnonni            |  |
|                           |                    |                              |                                       |  |  |       |  |  | Alfonso VII di León |  |  | Raimondo di Borgogna |  |
|                           |                    |                              |                                       |  |  |       |  |  | Alfonso VII di León |  |  | Raimondo di Borgogna |  |
|                           |                    | Urraca di Castiglia          |                                       |  |  |       |  |  | Alfonso VII di León |  |  |                      |  |
| Sancho III di Castiglia   |                    |                              |                                       |  |  |       |  |  | Alfonso VII di León |  |  |                      |  |
|                           |                    | Berengaria di Barcellona     | Raimondo Berengario III di Barcellona |  |  |       |  |  |                     |  |  |                      |  |
|                           |                    | Berengaria di Barcellona     | Raimondo Berengario III di Barcellona |  |  |       |  |  |                     |  |  |                      |  |
|                           |                    | Berengaria di Barcellona     | Dolce I di Provenza                   |  |  |       |  |  |                     |  |  |                      |  |
| Alfonso VIII di Castiglia |                    | Berengaria di Barcellona     |                                       |  |  |       |  |  |                     |  |  |                      |  |
|                           |                    | García IV Ramírez di Navarra | Ramiro Sánchez di Monzón              |  |  |       |  |  |                     |  |  |                      |  |
|                           |                    | García IV Ramírez di Navarra | Ramiro Sánchez di Monzón              |  |  |       |  |  |                     |  |  |                      |  |
|                           |                    | García IV Ramírez di Navarra | Cristina Rodriguez                    |  |  |       |  |  |                     |  |  |                      |  |
| Bianca Garcés di Navarra  |                    | García IV Ramírez di Navarra |                                       |  |  |       |  |  |                     |  |  |                      |  |
|                           |                    | Marguerite de l'Aigle        | Gilbert de l'Aigle                    |  |  |       |  |  |                     |  |  |                      |  |
|                           |                    | Marguerite de l'Aigle        | Gilbert de l'Aigle                    |  |  |       |  |  |                     |  |  |                      |  |
|                           |                    | Marguerite de l'Aigle        | Juliette du Perche                    |  |  |       |  |  |                     |  |  |                      |  |
| Berenguela di Castiglia   |                    | Marguerite de l'Aigle        |                                       |  |  |       |  |  |                     |  |  |                      |  |
|                           | Goffredo V d'Angiò | Folco V d'Angiò              |                                       |  |  |       |  |  |                     |  |  |                      |  |
|                           | Goffredo V d'Angiò | Folco V d'Angiò              |                                       |  |  |       |  |  |                     |  |  |                      |  |
|                           | Goffredo V d'Angiò | Eremburga del Maine          |                                       |  |  |       |  |  |                     |  |  |                      |  |
| Enrico II d'Inghilterra   | Goffredo V d'Angiò |                              |                                       |  |  |       |  |  |                     |  |  |                      |  |
|                           |                    | Matilda d'Inghilterra        | Enrico I d'Inghilterra                |  |  |       |  |  |                     |  |  |                      |  |
|                           |                    | Matilda d'Inghilterra        | Enrico I d'Inghilterra                |  |  |       |  |  |                     |  |  |                      |  |
|                           |                    | Matilda d'Inghilterra        | Matilde di Scozia                     |  |  |       |  |  |                     |  |  |                      |  |
| Eleonora Plantageneta     |                    | Matilda d'Inghilterra        |                                       |  |  |       |  |  |                     |  |  |                      |  |
|                           |                    | Guglielmo X di Aquitania     | Guglielmo IX d'Aquitania              |  |  |       |  |  |                     |  |  |                      |  |
|                           |                    | Guglielmo X di Aquitania     | Guglielmo IX d'Aquitania              |  |  |       |  |  |                     |  |  |                      |  |
|                           |                    | Guglielmo X di Aquitania     | Filippa di Tolosa                     |  |  |       |  |  |                     |  |  |                      |  |
| Eleonora d'Aquitania      |                    | Guglielmo X di Aquitania     |                                       |  |  |       |  |  |                     |  |  |                      |  |
|                           |                    | Aénor di Châtellerault       | Aimery I, Visconte di Châtellerault   |  |  |       |  |  |                     |  |  |                      |  |
|                           |                    | Aénor di Châtellerault       | Aimery I, Visconte di Châtellerault   |  |  |       |  |  |                     |  |  |                      |  |
|                           |                    | Aénor di Châtellerault       | Dangereuse de l'Isle Bouchard         |  |  |       |  |  |                     |  |  |                      |  |
|                           |                    | Aénor di Châtellerault       |                                       |  |  |       |  |  |                     |  |  |                      |  |

### Fonti primarie
- (LA)  Chronique de Robert de Torigni, abbé du Mont-Saint-Michel; suivie de divers opuscules historiques de cet auteur et de plusieurs religieux de la même abbaye. Tome 2.
- (LA)  Monumenta Germaniae Historica, Scriptores, tomus XXIII.
- (LA)  Recueil des chartes de l'abbaye de Silos.
- (LA)  #ES España sagrada, Volume 23.
- (LA) Matthæi Parisiensis, monachi Sancti Albani, Chronica majora
- (LA) #ES Historiae Anglicanae Scriptores X
- (LA)  #ES San Nicolás del Real Camino

### Letteratura storiografica
- Rafael Altamira, "La Spagna (1031-1248)", in Storia del mondo medievale, vol. V, 1999, pp. 865–896
- Fray Valentín De la Cruz, Berenguela la Grande, Enrique I el Chico (1179-1246), ediciones Trea, Somonte-Cenero 2006.
- E. F. Jacob, "Innocenzo III", in Storia del mondo medievale, vol. V, 1999, pp. 5–53
- (PT)  Nobiliario del Conde de Barcelos Don Pedro, Hijo del Rey Don Dionisio, Reyes de Portugal
- (ES) Crónica latina de los reyes de Castilla.